# St. Moritzer Bank

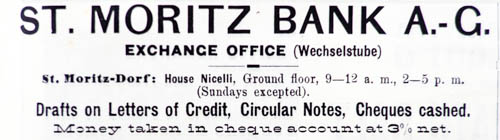
Annonce der St. Moritzer Bank 1908

Die St. Moritzer Bank war eine 1905 aus der Vorgängerin R. Bavier St. Moritzer Bank hervorgegangene Bank in St. Moritz. Sie ging 1918 in der Schweizerischen Volksbank auf.

## Geschichte

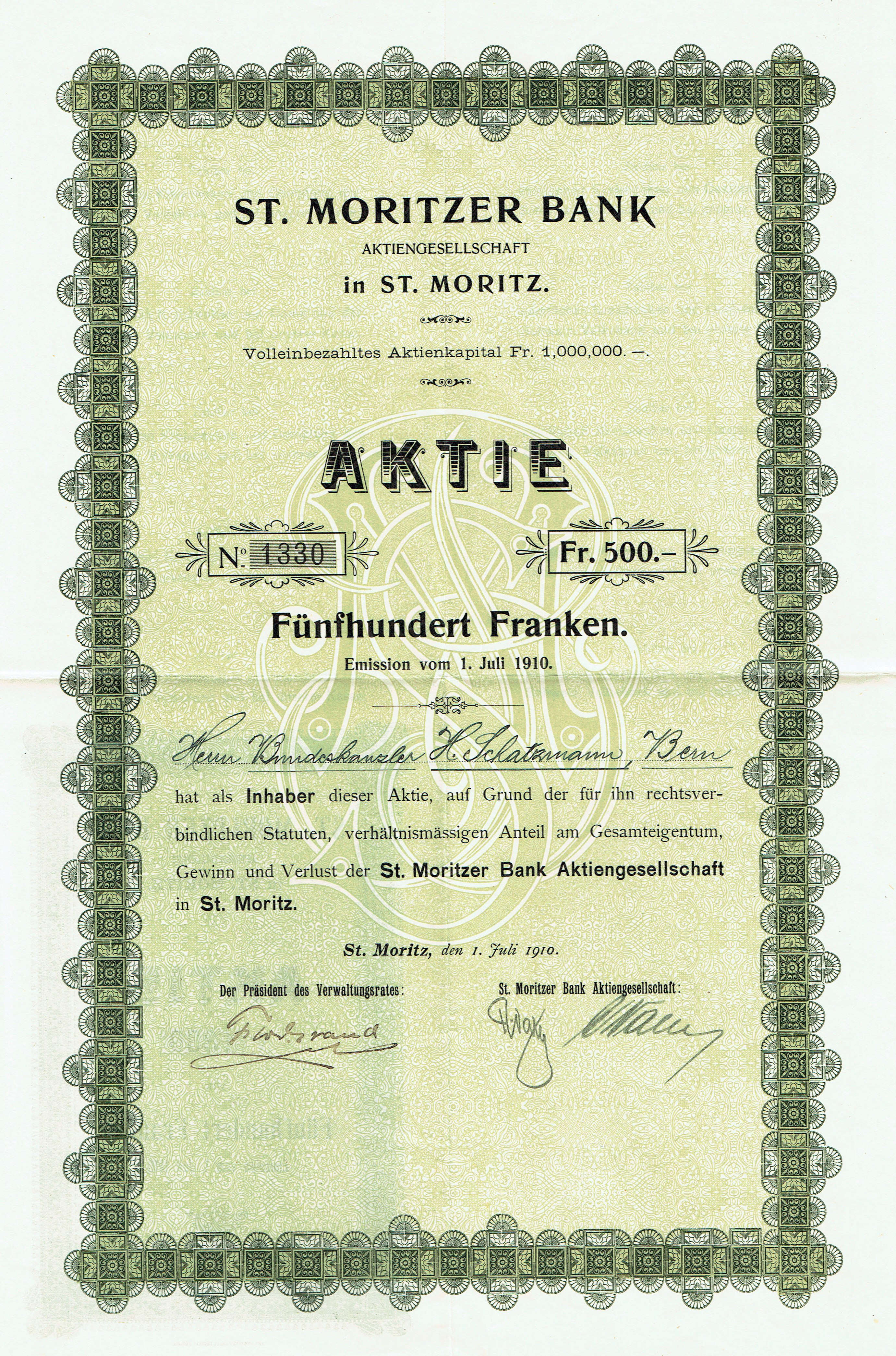
Aktie über 500 Franken der St. Moritzer Bank vom 1. Juli 1910; ausgestellt auf Bundeskanzler Hans Schatzmann

Die Anfänge der Bank gehen auf eine Geldwechselstube zurück, die der Hotelier Rudolf Bavier in seinem Hotel Belvédère an der Via dal Bagn 42 in St. Moritz betrieb. Nach dem Verkauf des Hotels konzentrierte sich Bavier auf das Bankgeschäft. Sein neues Unternehmen firmierte unter R. Bavier St. Moritzer Bank. Die Bank betätigte sich im Finanzierungsgeschäft, vor allem der Vergabe von hypothekarisch gedeckten Krediten an Hotels. 1903 stellte Bavier Rudolf Nater als Prokuristen ein.
Dieser übernahm eine wichtige Rolle nach dem überraschenden Tod Baviers durch einen Unfall bei einer Baustellenbesichtigung 1904. Die Witwe Bavier und die noch minderjährigen Kinder verkauften die Bank 1905 an eine eigens gegründete Aktiengesellschaft. Der Verwaltungsrat machte Rudolf Nater und seinen Bruder Carl, den späteren Gemeindepräsidenten von St. Moritz, zu den Geschäftsführern.
Ihr ursprüngliches Aktienkapital von 300'000 Franken verdoppelte die Gesellschaft bereits 1906. Bereits 1911 folgte eine weitere Aufstockung auf 1 Million Schweizer Franken. Der Umsatz steigerte sich von 47 Millionen im Jahr 1905 auf 100 Millionen 1911 und die Bank eröffnete Filialen in St. Moritz Bad und 1911/12 in Pontresina.
Die Bank engagierte sich stark in der Engadiner Luxushotellerie. Sie war federführend bei der Gründung der Aktiengesellschaften für die St. Moritzer Hotels Carlton, Monopol und La Margna. Die Krise der Hotellerie als Folge des Ausbruchs des Ersten Weltkriegs traf die Bank schwer. Durch das Ausbleiben der Gäste wurden die Hotels zahlungsunfähig gegenüber ihren Gläubigern, darunter auch die St. Moritzer Bank. Eine Kapitalerhöhung 1914, die nur 300'000 statt wie geplant 500'000 Franken brachte, verschaffte der Bank noch Luft. Schliesslich musste sie aber 1918 das Übernahmeangebot der Schweizerischen Volksbank annehmen, die ihr bereits im Vorfeld verschiedentlich unter die Arme gegriffen hatte. Die Volksbank übernahm alle Angestellten der St. Moritzer Bank.